# Рено VI де Понс
Рено VI де Понс (Renaud VI de Pons) (ок. 1343—1425) — сеньор де Понс, виконт Карла (до 1392) и части Тюренна, сеньор Риберака, Монфора, Айлака, Карлю, Плассака, островов Маренн и Олерон. Военачальник и дипломат на службе королей Франции.
Родился ок. 1350 года или чуть позже (в завещании 1417 года назван «sexagénaire» — «шестидесятилетний». Сын Рено V де Понса, погибшего в битве при Пуатье 19 сентября 1356 года, и его жены, дочери Гильома Флотта де Ревеля. После смерти отца (и деда, который погиб в той же битве) находился под опекой бабки — Жанны д’Альбре, потом (с 1358 года) — Гильома де Монльё.
Во время Столетней войны сначала поддерживал англичан, несколько раз менял союзников и в 1371 г. окончательно перешёл на сторону французского короля.
В составе армии Бертрана Дюгеклена участвовал в военных действиях в Пуату, Сентонже, Перигоре, Лимузене и Ангумуа. Отряд под его руководством в августе 1372 года отвоевал Субиз, в сентябре — Понс.
С 1381 года лейтенант адмирала Франции. В 1384—1415 годах хранитель перемирий (conservateur des trêves) в Гиени.
В 1406—1407 годах участвовал в осадах Мортаня, Блэи и Бура.
С 1408 по 1415 год участвовал в переговорах с Англией и выполнял дипломатические поручения короля.
В 1379 году, чтобы расплатиться с долгами, продал сеньорию Шатель-Ашар советнику короля Гильому де Шенаку за 3 тысячи франков. В 1392 году (19 июня) частично продал, частично обменял на другие земли виконтство Карла герцогу Жану Беррийскому, дяде короля Карла VI.

## Семья
В первом браке (1365) был женат на Маргарите де Перигё (ум. 1404), племяннице героя книги Дрюона «Проклятые короли. Когда король губит Францию» кардинала Эли де Перигё. Жена покинула его в 1370 году и отказалась вернуться, несмотря на посредничество папы Григория XI. Это стало одной из причин, почему Рено VI де Понс перешёл на сторону французского короля.
Сын Рено родился в 1370 г. и погиб 28 сентября 1396 года в битве при Никополисе (Болгария).
В 1411 г. Рено VI де Понс женился на Маргарите де Тремойль (ум. 1416), дочери Ги VI де ла Тремойля. От неё сын:
- Жак I де Понс (1413—1472/73), сеньор де Понс.

Овдовев, в том же году сочетался браком с Катериной де Монброн (ум. 1472), дочерью Жака де Монброна. От неё — дочь Мария, жена Жана Годена.